# LightInTheBox
LightInTheBox Holding Co., Ltd. ist ein international aufgestellter Online-Versandhändler, der Produkte an Endverbraucher in über 200 Ländern weltweit liefert. Das Unternehmen verkauft Lifestyle-Produkte über die Internetadressen LightInTheBox.com und MiniInTheBox.com.

## Geschichte
LightInTheBox wurde im Jahr 2007 von Quji (Alan) Guo, Xin (Kevin) Wen, Liang Zhang, Jun Liu und Chit Jeremy Chau gegründet. Das Unternehmen firmierte bis März 2008 unter dem Namen Light In The Box Limited und wurde nach einer Umstrukturierung umbenannt in LightInTheBox Holding Co., Ltd.
Das Geschäftsmodell beruht auf Ideen, die von Thomas Friedman in The World is Flat beschrieben worden sind.